# Не май 100 рублів...
«Не май 100 рублів...» (рос. «Не имей 100 рублей...») — радянський художній фільм-кінокомедія, поставлений на Ленінградської ордена Леніна кіностудії «Ленфільм» в 1959 році режисером Геннадієм Казанським.

## Зміст
У багатьох, незважаючи на вік, тяга до пригод на свою голову не вивітрюється ніколи. Директор краєзнавчого музею Іван Бажанов втомився від того, що під його опікою знаходяться цінності, знайдені кимось іншим. Він збирає строкату компанію, у якій є і музиканти, і наукові співробітники. Разом вони вирушають за міфічним скарбом, який барвисто розписав їм Бажанов.

## Ролі
- Олександр Никітин — директор краєзнавчого музею Іван Андрійович Бажанов
- Павло Рудаков — шофер Василь Васильович Гуляєв, глава багатодітного сімейства
- Людмила Шагалова — ботанік Ніна Платонівна Корецька
- Олена Немченко — Надя Захарова (в титрах - А. Немченко)
- Сергій Сібель — студент консерваторії Сережа
- Віктор Харитонов — оператор кінохроніки Юрій Селіверстович Порошин, 23-х років
- Євген Леонов — заступник директора музею з господарської частини Іван Сергійович Мухін
- Степан Крилов — голова міськвиконкому Михайло Федорович Апухтін
- Студенти консерваторії:
- Є. Арясов
- Віктор Бріц — Сєва
- В. Прошкин
- Аркадій Пишняк — скрипаль
- Ю. Стеєр

## В епізодах
- Світлана Жгун — Нюра, наречена Льоші
- Олександра Матвєєва — Єлизавета Павлівна, дружина Василя, мати-героїня
- О. Ткачова — епізод
- А. Н. Фоміна — старенька, що принесла лист
- Олександр Блинов — Льоша
- С. Голубєв — батько Наді
- Василь Максимов — піаніст Анатолій Петрович
- Веніамін Нечаєв — режисер театру
- Віктор Терехов — водій молоковоза, брат Нюри
- Сергій Філіппов — черговий адміністратор в готелі
- Федір Федоровський — швейцар
- Аркадій Трусов — лісник Кузьма Єгорович
- Віктор Чекмарьов — архіваріус

- У титрах не вказані:
  - Олексій Смірнов — шофер вантажівки
  - Анатолій Абрамов — міліціонер
  - Лев Степанов — актор театру з стрічкою
  - Олег Севостьянов — епізод

## Знімальна група
- Автори сценарію - Борис Ласкін, Володимир Поляков
- Режисер-постановник - Геннадій Казанський
- Режисер - Лев Махтін
- Головний оператор - Музакір Шуруков
- Оператор - А.Сисоєв
- Художник - Абрам Векслер, Євген Еней
- Композитор - Надія Симонян
- Звукооператор - Ростислав Лапинський
- Комбіновані зйомки:
  - Оператори - Михайло Покровський, Михайло Шамкович
  - Художник — Михайло Головатинський
- Текст пісень - Бориса Семенова
- Редактор - Арнольд Вітоль
- Директор картини - Тамара Самознаєва

## Цікаві факти
- Спочатку режисером цього фільму виступив Ельдар Рязанов (до того часу вже створив у співпраці зі сценаристами Борисом Ласкіним та Володимиром Поляковим фільм «Карнавальна ніч»), однак в останній момент він відмовився від зйомок, чим накликав на себе чимало проблем і фактично на рік залишився без роботи. Рязанов порахував, що «посередня, сіра, нецікава картина принесла б усім значно більше шкоди».
- Оригінальна назва картини - «Не май сто рублів!», Придумав Ельдар Рязанов.